# Copa América 2011 — Grupa B
Copa América 2011 - Grupa B este una dintre cele trei grupe de la Copa América 2011. Este compusă din Brazilia, Ecuador, Paraguay și Venezuela. Câștigătorii acestei grupe se vor întâlni cu cea mai bine clasată a doua echipă de pe locul trei din faza grupelor, iar locul doi se va întâlnii cu câștigătoarea Grupei C, toate acestea în sferturile de finală. A început pe 3 iulie și se va termina pe 13 iulie 2011. 

## Clasament
| Legenda culorilor din tabel | Legenda culorilor din tabel                    |
| --------------------------- | ---------------------------------------------- |
|                             | Echipele care au trecut în sferurile de finală |

| Team      | MJ | V | E | Î | GM | GP | G  | Pct |
| --------- | -- | - | - | - | -- | -- | -- | --- |
| Brazilia  | 3  | 1 | 2 | 0 | 6  | 4  | +2 | 5   |
| Venezuela | 3  | 1 | 2 | 0 | 4  | 3  | +1 | 5   |
| Paraguay  | 3  | 0 | 3 | 0 | 5  | 5  | 0  | 3   |
| Ecuador   | 3  | 0 | 1 | 2 | 2  | 5  | –3 | 1   |

Toate orele sunt la ora locală , Ora în Argentina (UTC−03:00).

## Brazilia v Venezuela
| Brazilia | 0 - 0   | Venezuela |
| -------- | ------- | --------- |
|          | Cronică |           |

| Brazil | Venezuela |

| BRAZIL:      |    |                |     |     |
|              |    |                |     |     |
| P            | 1  | Júlio César    |     |     |
| F            | 2  | Daniel Alves   |     |     |
| F            | 3  | Lúcio (c)      |     |     |
| F            | 4  | Thiago Silva   | 38' |     |
| F            | 6  | André Santos   |     |     |
| M            | 5  | Lucas Leiva    |     |     |
| M            | 8  | Ramires        |     | 76' |
| M            | 7  | Robinho        |     | 65' |
| M            | 11 | Neymar         |     |     |
| AM           | 10 | Ganso          |     |     |
| A            | 9  | Alexandre Pato |     | 76' |
| Schimbări:   |    |                |     |     |
| A            | 19 | Fred           |     | 65' |
| MF           | 18 | Lucas          |     | 76' |
| MF           | 16 | Elano          |     | 76' |
| Antrenor:    |    |                |     |     |
| Mano Menezes |    |                |     |     |

| VENEZUELA:   |    |                        |       |     |
|              |    |                        |       |     |
| P            | 1  | Renny Vega             |       |     |
| F            | 16 | Roberto Rosales        |       |     |
| F            | 20 | Grenddy Perozo         |       |     |
| F            | 4  | Oswaldo Vizcarrondo    |       |     |
| F            | 6  | Gabriel Cichero        |       |     |
| M            | 11 | César Eduardo González | 64'   | 86' |
| M            | 14 | Franklin Lucena        |       |     |
| M            | 8  | Tomás Rincón           |       |     |
| M            | 18 | Juan Arango (c)        |       |     |
| A            | 23 | José Salomón Rondón    | 62'   | 64' |
| A            | 7  | Nicolás Fedor          |       | 79' |
| Schimbări:   |    |                        |       |     |
| A            | 15 | Alejandro Moreno       | 90+4' | 64' |
| A            | 9  | Giancarlo Maldonado    |       | 79' |
| MF           | 5  | Giácomo Di Giorgi      |       | 86' |
| Antrenor:    |    |                        |       |     |
| César Farías |    |                        |       |     |

| Arbitrii asistenți: Efráin Castro (Bolivia) Marvin Torrente (Mexic) Arbitrul de rezervă: Francisco Chacón (Federația Mexicană de Fotbal) |

## Paraguay v Ecuador
| Paraguay | 0 - 0   | Ecuador |
| -------- | ------- | ------- |
|          | Cronică |         |

| Paraguay | Ecuador |

| PARAGUAY:       |    |                      |     |     |
|                 |    |                      |     |     |
| P               | 1  | Justo Villar (c)     |     |     |
| F               | 3  | Iván Piris           | 52' |     |
| F               | 14 | Paulo da Silva       |     |     |
| F               | 2  | Darío Verón          |     |     |
| F               | 17 | Aureliano Torres     |     |     |
| M               | 8  | Édgar Barreto        |     | 38' |
| M               | 20 | Néstor Ortigoza      |     |     |
| M               | 16 | Cristian Riveros     |     |     |
| M               | 21 | Marcelo Estigarribia |     |     |
| A               | 9  | Roque Santa Cruz     |     | 84' |
| A               | 19 | Lucas Barrios        |     | 74' |
| Schimbări:      |    |                      |     |     |
| M               | 13 | Enrique Vera         |     | 38' |
| A               | 18 | Nelson Haedo Valdez  |     | 74' |
| A               | 7  | Pablo Zeballos       | 90' | 84' |
| Antrenor:       |    |                      |     |     |
| Gerardo Martino |    |                      |     |     |

| ECUADOR:       |    |                   |  |     |
|                |    |                   |  |     |
| P              | 1  | Marcelo Elizaga   |  |     |
| F              | 13 | Néicer Reasco     |  |     |
| F              | 19 | Norberto Araujo   |  |     |
| F              | 3  | Frickson Erazo    |  |     |
| F              | 10 | Walter Ayoví (c)  |  |     |
| M              | 16 | Antonio Valencia  |  | 46' |
| M              | 6  | Christian Noboa   |  |     |
| M              | 14 | Segundo Castillo  |  |     |
| M              | 8  | Edison Mendez     |  | 82' |
| M              | 11 | Christian Benítez |  |     |
| A              | 9  | Felipe Caicedo    |  |     |
| Schimbări:     |    |                   |  |     |
| M              | 7  | Michael Arroyo    |  | 46' |
| M              | 15 | David Quiroz      |  | 82' |
| Antrenor:      |    |                   |  |     |
| Reinaldo Rueda |    |                   |  |     |

| Arbitrii asistenți: Ricardo Casas (Argentina) Luis Abadie (Peru) Arbitrul de rezervă: Víctor Hugo Rivera (Peru) |

## Brazilia v Paraguay
| Brazilia            | 2 - 2   | Paraguay                  |
| ------------------- | ------- | ------------------------- |
| Jádson 38' Fred 89' | Cronica | Santa Cruz 54' Valdez 66' |

| Brazilia | Paraguay |

| BRAZILIA:    |    |                |       |     |
|              |    |                |       |     |
| P            | 1  | Júlio César    |       |     |
| F            | 2  | Daniel Alves   | 90+1' |     |
| F            | 3  | Lúcio (c)      |       |     |
| F            | 6  | André Santos   |       |     |
| F            | 4  | Thiago Silva   |       |     |
| M            | 5  | Lucas Leiva    | 58'   |     |
| M            | 8  | Ramires        |       | 69' |
| M            | 10 | Ganso          |       |     |
| M            | 20 | Jádson         | 32'   | 46' |
| M            | 11 | Neymar         |       | 81' |
| A            | 9  | Alexandre Pato | 50'   |     |
| Schimbări:   |    |                |       |     |
| M            | 16 | Elano          |       | 46' |
| M            | 18 | Lucas          |       | 69' |
| A            | 19 | Fred           |       | 81' |
| Antrenor:    |    |                |       |     |
| Mano Menezes |    |                |       |     |

| PARAGUAY:       |    |                      |     |     |
|                 |    |                      |     |     |
| P               | 1  | Justo Villar (c)     |     |     |
| F               | 2  | Darío Verón          |     |     |
| F               | 14 | Paulo da Silva       |     |     |
| F               | 5  | Antolín Alcaraz      |     |     |
| F               | 17 | Aureliano Torres     |     |     |
| M               | 20 | Néstor Ortigoza      |     |     |
| M               | 13 | Enrique Vera         |     |     |
| M               | 21 | Marcelo Estigarribia |     | 78' |
| A               | 9  | Roque Santa Cruz     |     |     |
| A               | 16 | Cristian Riveros     |     | 67' |
| A               | 19 | Lucas Barrios        | 45' | 56' |
| Schimbări:      |    |                      |     |     |
| A               | 18 | Nelson Haedo Valdez  |     | 56' |
| M               | 15 | Víctor Cáceres       | 85' | 67' |
| M               | 10 | Osvaldo Martínez     |     | 78' |
| Antrenor:       |    |                      |     |     |
| Gerardo Martino |    |                      |     |     |

| Omul meciului: Roque Santa Cruz (Paraguay) Arbitrii asistenți: Humberto Clavijo (Columbia) Francisco Mondría (Chile) Arbitrul de rezervă: Enrique Osses (Chile) |

## Venezuela v Ecuador
| Venezuela    | 1 - 0   | Ecuador |
| ------------ | ------- | ------- |
| González 61' | Cronica |         |

| Venezuela | Ecuador |

| VENEZUELA:   |    |                        |  |     |
|              |    |                        |  |     |
| P            | 1  | Renny Vega             |  |     |
| F            | 16 | Roberto Rosales        |  |     |
| F            | 4  | Oswaldo Vizcarrondo    |  |     |
| F            | 20 | Grenddy Perozo         |  |     |
| F            | 6  | Gabriel Cichero        |  |     |
| M            | 11 | César Eduardo González |  | 64' |
| M            | 14 | Franklin Lucena        |  |     |
| M            | 8  | Tomás Rincón           |  |     |
| M            | 18 | Juan Arango (c)        |  |     |
| A            | 9  | Giancarlo Maldonado    |  | 80' |
| A            | 7  | Nicolás Fedor          |  | 74' |
| Schimbări:   |    |                        |  |     |
| M            | 19 | Jesús Meza             |  | 64' |
| A            | 23 | José Salomón Rondón    |  | 74' |
| M            | 5  | Giácomo Di Giorgi      |  | 80' |
| Antrenor:    |    |                        |  |     |
| César Farías |    |                        |  |     |

| ECUADOR:       |    |                   |  |     |
|                |    |                   |  |     |
| P              | 1  | Marcelo Elizaga   |  |     |
| F              | 13 | Néicer Reasco     |  |     |
| F              | 19 | Norberto Araujo   |  |     |
| F              | 3  | Frickson Erazo    |  |     |
| F              | 10 | Walter Ayoví (c)  |  |     |
| M              | 14 | Segundo Castillo  |  | 75' |
| M              | 6  | Christian Noboa   |  |     |
| M              | 8  | Édison Méndez     |  |     |
| M              | 7  | Michael Arroyo    |  | 71' |
| A              | 11 | Christian Benítez |  |     |
| A              | 9  | Felipe Caicedo    |  |     |
| Schimbări:     |    |                   |  |     |
| A              | 17 | Edson Montaño     |  | 71' |
| M              | 15 | David Quiroz      |  | 75' |
| Antrenor:      |    |                   |  |     |
| Reinaldo Rueda |    |                   |  |     |

| Omul meciului: César Eduardo González (Venezuela) Arbitrii asistenți: Leonel Leal (Costa Rica) Miguel Nievas (Uruguay) Arbitrul de rezervă: Roberto Silvera (Uruguay) |

## Paraguay v Venezuela
| Paraguay                            | 3 – 3   | Venezuela                        |
| ----------------------------------- | ------- | -------------------------------- |
| Alcaraz 33' Barrios 62' Riveros 85' | Cronica | Rondón 5' Fedor 89' Perozo 90+2' |

| Paraguay | Venezuela |

| PARAGUAY:       |    |                      |     |     |
|                 |    |                      |     |     |
| P               | 1  | Justo Villar (c)     |     |     |
| F               | 5  | Antolín Alcaraz      |     |     |
| F               | 17 | Aureliano Torres     |     |     |
| F               | 14 | Paulo da Silva       |     |     |
| F               | 2  | Darío Verón          |     |     |
| M               | 16 | Cristian Riveros     |     |     |
| M               | 20 | Néstor Ortigoza      |     |     |
| M               | 21 | Marcelo Estigarribia |     | 84' |
| M               | 13 | Enrique Vera         |     | 70' |
| A               | 9  | Roque Santa Cruz     |     | 39' |
| A               | 19 | Lucas Barrios        |     |     |
| Schimbări:      |    |                      |     |     |
| A               | 18 | Nelson Haedo Valdez  | 74' | 39' |
| M               | 11 | Jonathan Santana     | 80' | 70' |
| F               | 15 | Víctor Cáceres       |     | 84' |
| Antrenor:       |    |                      |     |     |
| Gerardo Martino |    |                      |     |     |

| VENEZUELA:   |    |                     |     |     |
|              |    |                     |     |     |
| P            | 1  | Renny Vega          |     |     |
| F            | 16 | Roberto Rosales     |     |     |
| F            | 4  | Oswaldo Vizcarrondo |     |     |
| F            | 20 | Grenddy Perozo      | 74' |     |
| F            | 6  | Gabriel Cichero     |     |     |
| M            | 8  | Tomás Rincón (c)    |     |     |
| M            | 14 | Franklin Lucena     |     |     |
| M            | 10 | Yohandry Orozco     |     | 66' |
| M            | 21 | Alexander González  |     | 75' |
| A            | 17 | Daniel Arismendi    |     | 63' |
| A            | 23 | José Salomón Rondón |     |     |
| Schimbări:   |    |                     |     |     |
| M            | 18 | Juan Arango         |     | 63' |
| A            | 7  | Nicolás Fedor       |     | 66' |
| A            | 9  | Giancarlo Maldonado | 78' | 75' |
| Antrenor:    |    |                     |     |     |
| César Farías |    |                     |     |     |

| Omul meciului: Lucas Barrios (Paraguay) Arbitrii asistenți: Francisco Mondría (Chile) Marvin Torrentera (Mexic) Arbitrul de rezervă: Francisco Chacón (Mexic) |

## Brazilia v Ecuador
| Brazilia                                | 4 – 2  | Ecuador          |
| --------------------------------------- | ------ | ---------------- |
| Alexandre Pato 28', 61' Neymar 48', 71' | Report | Caicedo 36', 58' |

| Brazilia | Ecuador |

| BRAZILIA:    |    |                |     |     |
|              |    |                |     |     |
| P            | 1  | Júlio César    |     |     |
| F            | 5  | Maicon         |     |     |
| F            | 17 | Lúcio(c)       |     |     |
| F            | 14 | Thiago Silva   |     |     |
| F            | 2  | André Santos   | 70' |     |
| M            | 16 | Lucas Leiva    |     |     |
| M            | 20 | Ramires        |     |     |
| M            | 21 | Ganso          |     | 76' |
| A            | 13 | Robinho        |     |     |
| A            | 9  | Neymar         |     | 79' |
| A            | 19 | Alexandre Pato |     | 84' |
| Schimbări:   |    |                |     |     |
| A            | 18 | Elias          |     | 76' |
| M            | 11 | Lucas          |     | 79' |
| F            | 15 | Frederico      |     | 84' |
| Antrenor:    |    |                |     |     |
| Mano Menezes |    |                |     |     |

| ECUADOR:       |    |                   |     |     |
|                |    |                   |     |     |
| P              | 1  | Marcelo Elizaga   |     |     |
| F              | 16 | Néicer Reasco     |     | 81' |
| F              | 4  | Norberto Araujo   |     |     |
| F              | 20 | Fricson Erazo     |     |     |
| F              | 6  | Walter Ayoví (c)  |     |     |
| M              | 8  | Oswaldo Minda     |     |     |
| M              | 14 | Christian Noboa   | 33' | 89' |
| M              | 10 | Michael Arroyo    |     |     |
| M              | 21 | Edison Méndez     |     | 76' |
| A              | 17 | Christian Benítez |     |     |
| A              | 23 | Felipe Caicedo    |     |     |
| Schimbări:     |    |                   |     |     |
| A              | 18 | Narciso Mina      |     | 76' |
| A              | 7  | Gabriel Achilier  |     | 81' |
| A              | 9  | Edson Montaño     |     | 89' |
| Antrenor:      |    |                   |     |     |
| Reinaldo Rueda |    |                   |     |     |

| Omul meciului: Alexandre Pato (Brazilia) Arbitrii asistenți: Miguel Nievas (Uruguay) Hernán Maidana (Argentina) Arbitrul de rezervă: Sergio Pezzotta (Argentina) |